# Spodnje Blato
Spodnje Blato – wieś w Słowenii, w gminie Grosuplje. 1 stycznia 2017 liczyła 180 mieszkańców.